# 西庫珀鎮區 (堪薩斯州斯塔福德縣)
西庫珀鎮區（英語：West Cooper Township）為美國堪薩斯州斯塔福德縣轄下的鎮區。2010年美国人口普查中此鎮區人口有61人。

## 地理
西庫珀鎮區涵蓋總面積為93.2平方（35.98平方英里），其中陸地面積為93.0平方（35.92平方英里），水域面積為0.16平方（0.06平方英里）或0.17%。

## 人口統計
根據2010年美國人口普查，西庫珀鎮區人口有61人，其中男性有34人，女性有27人，人口密度為每平方公里0.65人，住房計34戶。鎮區內的白人有61人，非裔美國人有0人，美洲原住民有0人，亞裔美國人有0人，太平洋島裔美國人有0人，其他種族有0人，混血種族則有0人。此外鎮區內有0人為西班牙裔或拉丁裔美國人。此鎮區之年齡中位數為47.5歲，而男性年齡中位數為47.0歲，女性年齡中位數為49.5歲。